# HD 200375
HD 200375 är en dubbelstjärna belägen i den norra delen av stjärnbilden Vattumannen. Den har en skenbar magnitud av ca 6,23 och är mycket svagt synlig för blotta ögat där ljusföroreningar ej förekommer. Baserat på parallaxmätning inom Hipparcosuppdraget på ca 14,1 mas, beräknas den befinna sig på ett avstånd på ca 230 ljusår (ca 71 parsek) från solen. Den rör sig bort från solen med en heliocentrisk radialhastighet på ca 9 km/s.

## Egenskaper
HD 200375 är en gul till vit stjärna i huvudserien av spektralklass F5/6 V. Den har en radie som är ca 3 solradier och har ca 14 gånger solens utstrålning av energi från dess fotosfär vid en effektiv temperatur av ca 6 400 K.
Omloppsdata för primärstjärnan och dess följeslagare har ännu (2021) inte kunnat fastställas entydigt.